# 柏原兵三
柏原 兵三（かしわばら ひょうぞう、1933年11月10日 - 1972年2月13日）は、日本の作家、ドイツ文学者。

## 経歴
千葉県千葉市出身。父は運輸通信省自動車局長や大日本産業報国会理事長を務めた柏原兵太郎。母は陸軍中将・第101師団長伊東政喜の娘。
東京市渋谷区立千駄谷小学校在学中、1944年4月、父の郷里の富山県下新川郡入善町吉原に縁故疎開し、入善町立上原小学校（後に廃校）に転入。敗戦に伴って1945年9月に帰京するまでを同校で過ごし、よそ者として過酷ないじめを受け、この時の体験を中学時代から『長い道』として小説に書き始めた。旧上原小学校の跡地には柏原の記念文学碑がある。
東京都港区立新星中学校（現・港区立青山中学校）から東京都立日比谷高等学校を経て、1953年、千葉大学医学部に入学するも中退し、1954年東京大学教養学部文科II類入学。1958年に東京大学文学部独文科を卒業し、一浪して東京大学大学院人文科学研究科修士課程（独語独文学専攻）に進む。大学院在学中から同人誌"Neue Stimme"を刊行。1962年同博士課程中退、千葉大学留学生課程講師。
1963年政府交換留学生としてベルリンに留学。1965年に帰国し、やはり独文学者であった柴田翔の芥川賞受賞に刺激を受けて小説を執筆。ドイツ文学者としてはヨーゼフ・ロートやフランツ・カフカなどの翻訳を行っている。1967年明治学院大学助教授。
1968年『徳山道助の帰郷』で第58回芥川賞を受賞。1970年東京藝術大学助教授。1972年2月13日未明、東京都文京区西片の自宅にて脳溢血で急逝。享年40（満38歳）。戒名は文昌院釈兵道。高血圧を患っており、1971年末頃から症状の悪化を来していたが、死の直前まで多くの仕事を抱えており、多くの関係者を驚かせた急逝だった。死の前日のポストに投函したトルストイ論「蝋燭の光の下で」が絶筆となった。
死後、一般的には忘れられた作家となっていたが、1978年に富山県の出身で疎開経験のある藤子不二雄Ⓐが『長い道』を漫画化して反響を呼ぶ（『少年時代』）。さらに1990年に『少年時代』が映画化され日本アカデミー賞を受賞するに及んで、再びその名や作品が広く知られるようになった。
息子の柏原光太郎は文藝春秋社文春文庫部統括次長。林真理子の担当であり、その随筆に登場している。

## 主な作品
- 兎の結末
- 幼年時代
- バラトン湖
- カールスバートにて
- 徳山道助の帰郷（1967年）
- 長い道（1969年）
- ホテルと私
- 独身者の憂鬱
- 同級会
- 浸食
- 祝言
- 殉愛
- クラクフまで
- 朗読会
- ピクニック
- 仮りの栖-ベルリン冬物語
- ベルリン漂泊

## 作品集
- 柏原兵三作品集　全7巻 潮出版社 1973-74

## 著作集
- 『徳山道助の帰郷』新潮社、1968　のち潮文庫（1972）
- 『兎の結末』文藝春秋、1968
- 『小さな石の物語』新潮社、1968
- 『長い道』講談社、1969　のち中公文庫（1989）
- 『青い死の果実』新潮社、1970
- 『仮の栖』講談社、1970
- 『浸蝕』新潮社、1970
- 『夏休みの繪』三笠書房、1971
- 『短い夏』 文藝春秋、1971
- 『随筆　心のなかの栖』 新潮社、1971
- 『独身者の憂鬱』中央公論社、1972
- 『ベルリン漂泊』文藝春秋、1972
- 『カールスバートにて』潮出版社、1972
- 『メンコの王様』（絵本）講談社、1974
- 『徳山道助の帰郷｜殉愛』講談社文芸文庫、2003

## 翻訳
- 『ラデツキー行進曲』　ヨーゼフ・ロート　筑摩書房（世界文学全集57）、1967
- 『判決　流刑地にて』　フランツ・カフカ　集英社（世界文学全集56）、1969
- 『眠れぬ夜の旅』　ヴォルフガング・ヒルデスハイマー　筑摩書房、1969
- 『両親との別れ』　ペーター・ヴァイス　河出書房新社、1970
- 『拾い子　ロカルノの乞食女　チリーの地震』　ハインリヒ・フォン・クライスト　中央公論社（新集世界の文学5　シラー、クライスト篇）、1972
- 『流刑地にて』　カフカ　集英社（世界文学全集30）、1974
- 『ラデツキー行進曲』　ロート　筑摩書房（筑摩世界文学体系63）、1974
- 『流刑地にて』　カフカ　集英社（世界文学全集74）、1979
- 『流刑地にて　判決』　カフカ　集英社（集英社ギャラリー　世界の文学12）、1989

## 参考
- 「年譜」『徳山道助の帰郷』講談社文芸文庫